# Achille Peretti
Pour les articles homonymes, voir Peretti.
Ne doit pas être confondu avec l'artiste italien Achille Peretti.
Achille Peretti, né le 13 juin 1911 à Ajaccio et mort le 14 avril 1983 à Neuilly-sur-Seine, est un homme politique français. Maire de Neuilly-sur-Seine de 1947 à 1983, il préside l'Assemblée nationale de 1969 à 1973 et siège au Conseil constitutionnel de 1977 à sa mort.

## Biographie

### Famille
Achille Antoine Peretti est le fils de Pierre-Toussaint Peretti, rédacteur à la préfecture d'Ajaccio et de Marie-Madeleine Venturini. De son mariage le 9 décembre 1935 avec Julie née Papa, avocate, il a eu deux filles.

### Formation
Après des études secondaires au collège Fesch d'Ajaccio, il étudie le droit à l'université de Montpellier où il obtient une licence en droit et un diplôme d'études pénales spéciales.

### Débuts professionnels et résistance
Avocat, attaché au parquet à Ajaccio en 1935, il passe avec succès le concours de commissaire de police en 1937.
Il participe à la Résistance, sert dans le contre-espionnage et entreprend une lutte active contre le régime de Vichy. En avril 1941, muté à Nice, il poursuit son action avec l'Intelligence Service et les services du colonel Paillole du 2e Bureau. En janvier 1942, il entre en relation avec les Forces françaises libres par l'intermédiaire de Maurice Andlauer qui le fait entrer au réseau « Ali » dirigé par Roger Wybot et signe un engagement FFL. Il se consacre alors presque entièrement au réseau « Ali ». Le 13 juin 1943, sous le nom de Paul Vatier, il parvient à rejoindre l'Angleterre par voie aérienne grâce au réseau « Phratrie ». Il y effectue un stage spécial et rentre en France le 22 juillet 1943 sous le pseudonyme d'Ajax, nom qui est donné au nouveau réseau de renseignements qu'il crée et dirige en zone sud,.
Il a été président d'honneur du Comité des anciens chefs de réseau des forces françaises combattantes. En 1944, Achille Peretti est nommé directeur adjoint de la Sûreté nationale auprès du gouvernement d'Alger. En août 1944, il est promu préfet de 3e classe hors-cadre.
Il assure la protection du général de Gaulle lors des journées d'août 1944 à Paris. Il prend part au combat de la rue de Bourgogne et de la Chambre des députés avec des éléments de la Division Leclerc placés sous ses ordres.
Achille Peretti occupe diverses responsabilités dans la vie économique : président du journal l'Intransigeant en 1947, de la compagnie minière de l'Est-Oubangui ainsi que de la Compagnie française du Haut et Bas-Congo, administrateur de la Société des forges et chantiers de la Méditerranée.

### Parcours politique
Il est conseiller de l'Union française de 1952 à 1958. Il est élu député UNR de la Seine en 1958 et constamment réélu sous les diverses étiquettes gaullistes (UD-Ve, UDR).
Achille Peretti est élu président de l'Assemblée nationale le 25 juin 1969, en remplacement de Jacques Chaban-Delmas, nommé Premier ministre. Il préside cette assemblée pendant le reste de la 4e législature, jusqu’au 1er avril 1973. Après les élections, il ne parvient pas à conserver la présidence de l'Assemblée nationale, qui échoit à Edgar Faure, mais reste député. Il est ensuite nommé membre du Conseil constitutionnel le 4 mars 1977. Il y siège jusqu'à sa mort.
Il a été vice-président du conseil général de la Corse de 1945 à 1951, maire de Neuilly-sur-Seine de 1947 à sa mort (il est notamment à l'origine des classes franco-américaines dans la ville) et conseiller général des Hauts-de-Seine. Il est aussi connu pour avoir été le « père politique » de Nicolas Sarkozy, marié en premières noces avec sa nièce Marie-Dominique Culioli — mère de Pierre et Jean Sarkozy — et qui sera son successeur à la mairie de Neuilly.

### Affaire Boulin
Le nom d'Achille Peretti est cité dans l'affaire Boulin, car il serait intervenu auprès de l'épouse de Robert Boulin, lui proposant des sommes d'argent contre son silence ou pour éviter qu'elle ne demande des investigations plus poussées sur le décès de son mari. La visite d'Achille Peretti aurait été enregistrée par le kinésithérapeute de Robert Boulin. Selon l'émission de Canal +, 90 minutes, diffusée le 15 janvier 2002, Achille Peretti serait intervenu en tant que médiateur, en raison de son statut, au sein du RPR, de membre historique du mouvement gaulliste, acquis depuis l'époque de la Résistance, statut qui était également celui de Robert Boulin, au sein du mouvement.

## Détail des mandats et fonctions

### À l'Assemblée nationale
- Député de la Seine puis des Hauts-de-Seine de 1958 à 1977.
- Vice-président de l'Assemblée nationale de 1964 à 1969.
- Président de l'Assemblée nationale de 1969 à 1973.

### Au niveau local
- Vice-président du conseil général de la Corse de 1945 à 1951.
- Maire de Neuilly-sur-Seine de 1947 à 1983.
- Conseiller général des Hauts-de-Seine de 1970 à 1976.

## Décorations
- Commandeur de la Légion d'honneur
- Compagnon de la Libération (décret du 6 avril 1945)[2]
- Croix de guerre 1939-1945 (4 citations)
- Médaille de la Résistance française avec rosette (31 mars 1947)[6]
- Ordre du Service distingué (Grande-Bretagne)
- Grand-croix de l'ordre pro Merito Melitensi
- Officier de l'ordre de la Couronne avec palme d'or (Belgique)
- Croix de guerre (Belgique)
- Chevalier de l'Ordre du Mérite civil (Espagne)

## Hommages

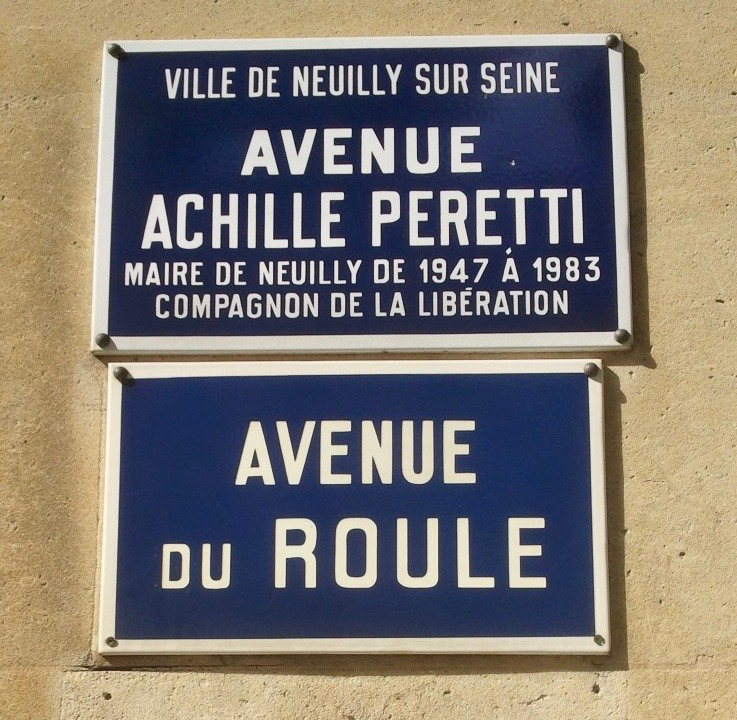
Plaque à Neuilly-sur-Seine.

Son nom a été donné à la partie ouest de l'avenue du Roule ainsi qu'au parvis de l'hôtel de ville de Neuilly-sur-Seine et, par extension, à un groupe scolaire primaire.
La cinquante-huitième promotion de commissaires de police issus de l'École nationale supérieure de la police, entrée en fonctions en 2008, porte son nom.